# Vjaz'ma (fiume)
Il Vjaz'ma (in russo Вязьма?) è un fiume della Russia, tributario di sinistra del Dnepr. Lungo le sue sponde sorge l'omonima città di Vjaz'ma. Scorre nei rajon Vjazemskij e Cholm-Žirkovskij dell'oblast' di Smolensk.
Il fiume nasce 20 km a nord della città di Vjaz'ma e scorre in direzione occidentale, poi gira verso nord-ovest. Ha una lunghezza di 147 km, l'area del suo bacino è di 1350 km².
Nell'antichità il fiume era parte di un percorso che, con l'aiuto di portage, collegava il Volga, l'Oka e il Dnepr.